# 16. pehotna brigada (Združeno kraljestvo)
16. pehotna brigada (angleško 16th Infantry Brigade) je bila pehotna brigada Britanske kopenske vojske, ki je bila dejavna med drugo svetovno vojno.

## Zgodovina
Med drugo svetovno vojno je brigada sodelovala v zahodni puščavski kampanji in kot del činditov v operaciji Četrtek burmanske kampanje.